# Johann Heinrich Wilhelm Tischbein

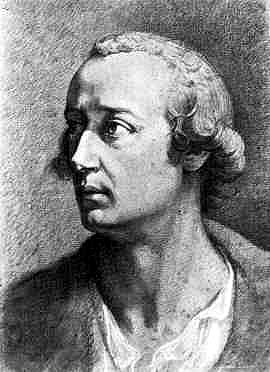
Johann Heinrich Wilhelm Tischbein, självporträtt.

Johann Heinrich Wilhelm Tischbein, född den 15 februari 1751 i Haina (Kloster), död den 26 februari 1829 i Eutin, var en tysk konstnär, bror till Johann Heinrich Tischbein den yngre.
Tischbein är den mest berömde bäraren av namnet. Han studerade hos sina farbröder, Johann Heinrich i Kassel och Johann Jacob i Hamburg och utbildade sig vidare i Holland samt blev hemmastadd i landskaps- och djurmålning, i porträtt- och historiemåleri. Efter att ha idkat porträttmåleri i Berlin kom han till Italien, väckte uppseende i Rom genom en viss romantiserande riktning i sin tavla Konradin av Schwaben i fängelset, efter sin dödsdom spelande schack med Fredrik av Österrike (1784) samt genom motiv ur Goethes Iphigenia och Götz von Berlichingen. 

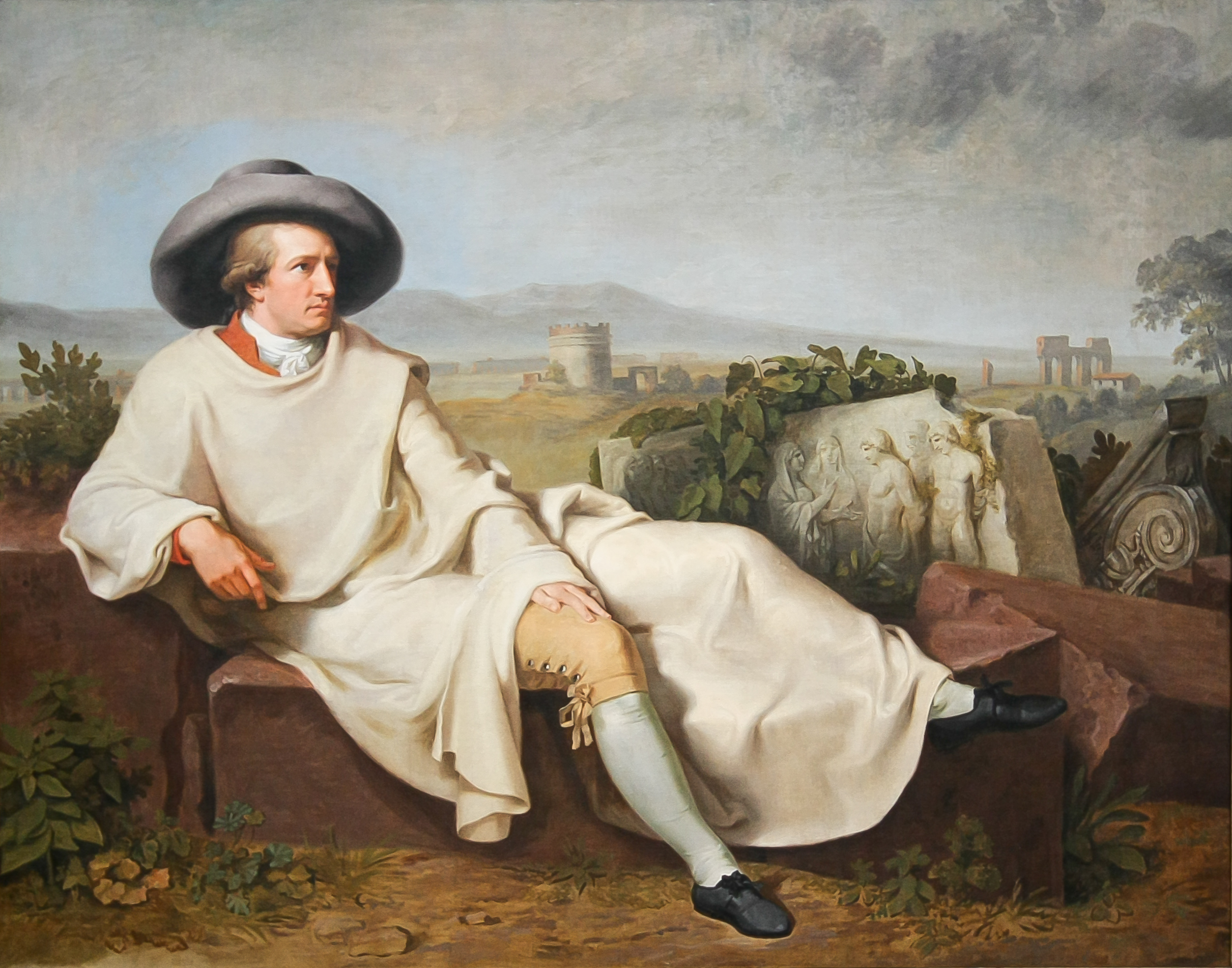
Goethe i kampanjan, konstnärens mest berömda verk.

Men snart nog gick han över till den antikiserande riktning, för vilken Winckelmann och Raphael Mengs var målsmän i Rom och till vilken även Goethe slöt sig. Tischbein tillhörde Goethes krets i Rom, men följde 1787 målaren Hackert till Neapel och blev 1790 direktör för konstakademin där. Han författade i den nyklassiska riktningens anda några betydande verk: Collection of engravings from ancient vases in possession of Sir William Hamilton (1791), Umrisse griechischer Gemälde . . . auf antiken Wasen (1797-1800), Homer, nach Antiken gezeichnet (1801-23). 
Fördriven av fransmännen återvände han till Tyskland och kallades 1803 till Eutin av hertigen av Oldenburg, vid vars hov han levde sin sista tid. Tischbein tillhör den abstrakta klassicitetens målare under 1700-talet. Men på samma gång är han i sina porträtt, där det gällde att fritt uppfatta naturen, bäst till sin fördel. Bland hans tidigare porträtt är att nämna Goethe i kampagnan (Städelska konstinstitutet i Frankfurt a. M.). I Gotha finns en bröstbild av en krigare, ett romerskt landskap (1783) och den ovan nämnda Konradin. 
I Hamburger Kunsthalle finns den stelt och hårt målade jättetavlan General Bennigsens intåg i Hamburg 1814 (1816), ett försök att återgå till realistisk uppfattning. De flesta av hans tavlor finns i Oldenburg, bland dem en serie Idyller (1779-1820), dels fantasier med allegoriserande figurer, dels realistiska motiv med mera. Hans minnesteckningar Aus meinem Leben utkom 1861. 